# The Eminence in Shadow
The Eminence in Shadow (陰の実力者になりたくて!, Kage no jitsuryokusha ni naritakute!, litt. « Je veux devenir une personne puissante dans l'ombre ! ») est une série de light novels japonaise écrite par Daisuke Aizawa. Elle est initialement publiée sous la forme d'un roman en ligne à partir de mai 2018 sur le site de publication de textes Shōsetsuka ni narō. Ses droits sont acquis par Enterbrain, qui édite la série de light novels, illustrée par Tōzai, depuis novembre 2018.
Une adaptation en manga dessinée par Anri Sakano est publiée en feuilleton dans le magazine manga seinen Monthly Comp Ace de Kadokawa Shoten depuis décembre 2018. Un manga dérivé par Seta U, intitulé Kage no jitsuryokusha ni naritakute! Shadow gaiden (陰の実力者になりたくて！ しゃどーがいでん), est également prépublié dans le Comp Ace entre juillet 2019 et septembre 2023, avec six volumes parus. Une adaptation de la série principale en anime produite par le studio Nexus est diffusée entre le 5 octobre 2022 et le 15 février 2023. Une deuxième saison, par le même studio est diffusée du 4 octobre au 20 décembre 2023. Simultanément, une série de web anime,  Kage-Jitsu!, est également produite et diffusée. Enfin, la production d'un film d'animation, intitulé The Eminence in Shadow: Lost Echoes, est annoncée.
Un jeu vidéo, The Eminence in Shadow: Master of Garden, pour PC et téléphones mobiles, introduit des histoires originales, écrites ou supervisées par Daisuke Aizawa, qui donnent lieu à leur tour à un manga dérivé Kage no jitsuryokusha ni naritakute! Master of Garden ~Shichikage Retsuden~ (Seven Shadows Chronicles), dessiné par Kanco, et sérialisé dans le Comic Ace Comic Connect depuis mai 2024.

## Synopsis
L'histoire suit les péripéties de Cid, un jeune garçon transporté dans un autre monde. Souffrant du syndrome du chūnibyō, il parvient à convaincre son nouvel entourage qu'il est le chef d'une société secrète recrutant de puissants individus et visant à influencer le cours des événements. Il ne se rend pas compte que ses mensonges prennent progressivement consistance.

## Personnages

### Personnage principal
Cid Kagenô (シド・カゲノー, Shido Kagenō) / Shadow (シャドウ, Shadō)
Voix japonaise : Seiichirō Yamashita (en), Jun Fukuyama (John Smith), voix française : Alan Aubert-Carlin
Le protagoniste, auparavant un lycéen du Japon contemporain nommé Minoru Kageno (影野実, Kageno Minoru). Il s'invente depuis son plus jeune âge une vie secrète, cherchant à devenir une « éminence de l'ombre » et entraînant son corps dès qu'il le peut pour développer ses capacités, tout en passant pour un raté anonyme dans la vie de tous les jours. Mais l'été de ses 18 ans, alors qu'il pense avoir atteint les limites humainement possibles, il est tué et se réincarne dans un autre monde, dans le corps d'un nouveau-né, Cid Kagenô, fils d'une famille noble, en conservant ses souvenirs. Constatant que le mana et la magie existent dans ce nouvel environnement, il comprend instantanément qu'il pourra enfin atteindre ses objectifs. Reprenant ses entraînements, il finit par s'inventer une identité secrète : Shadow, chef d'une organisation secrète imaginaire, Shadow Garden, chargée de lutter dans l'ombre contre le maléfique Ordre de Diabolos. Mais il est loin de se douter que l'Ordre existe réellement et manipule le destin du monde depuis plusieurs siècles.
Il s'invente épisodiquement d'autres pseudonymes et personnalités : le Pourfendeur stylé des bandits (スタイリッシュ暴漢スレイヤー, Sutairisshu bōkan sureiyā) lorsque, enfant, il sauve Rose Orianna en massacrant ses kidnappeurs lors d'une de ses rondes nocturnes ; l'anonyme Michael Conk (ジミナ・セーネン, Jimina Sēnen) pour participer incognito au tournoi de Bushin ; le super agent secret John Smith (ジョン・スミス, Jon Sumisu) pendant le conflit commercial impliquant Mitsugoshi ; Suzuki Hope (スズキ・ホープ, Suzuki Hōpu), reprenant l'identité d'un étudiant mort lors de l'incident des colliers explosifs ; ou encore le clown sanglant Jack the Ripper (ジャック・ザ・リッパー, Jakku za rippā) pour éliminer une série de nobles corrompus.

### Royaume de Midgar
Claire Kagenô (クレア・カゲノー, Kurea Kagenō)
Voix japonaise : Rina Hidaka, voix française : Léopoldine Serre
La sœur ainée de Cid. Elle a été formée comme épéiste dès son plus jeune âge et est considérée comme un magelame prodige. Elle se sait atteinte de la Possession démoniaque et, par conséquent, condamnée à court terme. Elle s'inquiète donc de l'avenir de Cid et veut qu'il devienne plus fort pour se débrouiller seul. Elle ignore que son petit frère Cid l'en a guérie en secret lors d'un de leurs entrainements. Bien que sa dévotion envers son petit frère est parfois obsessionnelle, elle se soucie réellement de lui et est prête à prendre tous les risques pour le protéger.
Alexia Midgar (アレクシア・ミドガル, Arekushia Midogaru)
Voix japonaise : Kana Hanazawa, voix française : Maeva Méline
Deuxième princesse de Midgar. Elle a toujours été élevée dans l'ombre de sa sœur surdouée à l'épée, et a toujours travaillé dur pour tenter de se hisser à son niveau. Consciente de ses devoirs de princesse, elle se fait un devoir d'aider Cid à progresser en tant que personne, quitte à passer pour une méchante. Elle est l'un des rares personnages (en dehors des membres de Shadow Garden) à avoir personnellement vu Shadow en action mais elle ne sait pas que sa véritable identité est en fait Cid lui-même.
Iris Midgar (アイリス・ミドガル, Airisu Midogaru)
Voix japonaise : Yōko Hikasa, voix française : Delphine Rivière
Sœur ainée d'Alexia, première princesse de Midgar. Une jolie fille aux cheveux rouges qui se bat avec une épée.

### Shadow Garden

#### Les Sept Ombres
Les Sept Ombres (七陰, Shichikage) sont les membres historiques de Shadow Garden, recrutées pendant leur enfance par Cid en personne. Toutes étaient des Possédées, atteintes d'un mal mystérieux qui les destinait à mourir dans leur adolescence, peu à peu submergées par leur pouvoir magique. Cid les libère et les soigne pour en faire des compagnons de jeu. Il les éduque avec sa « Sagesse de l'ombre », des récits et des théories scientifiques romancées de son ancien monde. Et il les convainc qu'elles sont des héroïnes destinées à combattre un ordre secret qui les traque et cherche à ressusciter Diabolos... Cid est loin de se douter que cette histoire sortie d'un conte de fée s'avère très proche de la vérité. En effet, toutes sont des descendantes des trois héroïnes légendaires et leur « maladie » est une particularité génétique qui a permis à leurs ancêtres d'éveiller un gigantesque pouvoir. Et une secte tapie dans l'ombre nommée l'Ordre de Diabolos cherche effectivement à mettre la main sur les Possédées pour s'approprier les pouvoirs de l'ancien démon grâce à leur sang.
Alpha (アルファ, Arufa)
Voix japonaise : Asami Setō, voix française : Laura Blanc
Une jeune fille elfe, première membre de Shadow Garden. Quand Cid la rencontre, elle souffre de la Possession démoniaque. Après quelques expériences, Cid parvient à la libérer et obtient ainsi sa loyauté. Elle se charge de recruter les six autres membres de Shadow Garden.
Bêta (ベータ, Bēta)
Voix japonaise : Inori Minase, voix française : Émilie Marié
La deuxième membre de Shadow Garden. Elle est une elfe connue pour sa beauté. Elle écrit Les Chroniques guerrières de Shadow, dans lesquelles elle détaille les exploits de Cid en tant que Shadow. En public, elle est connue sous le nom de Natsume Kafka (ナツメ・カフカ), grande romancière qui enchaîne les romans à succès, qui s'inspirent fortement des contes et nouvelles de l'ancien monde de Cid (Cendraillonne, Romio et Julietta, Le Petit Chaperon écarlate...).
Gamma (ガンマ, Ganma)
Voix japonaise : Suzuko Mimori, voix française : Sabrina Marchese
La troisième membre de Shadow Garden. Elfe faible physiquement et techniquement, et extrêmement maladroite, elle est particulièrement intelligente. Son identité publique est celle de Luna (ルーナ, Rūna), la directrice de l'entreprise Mitsugoshi, véritable source de financement pour Shadow Garden. Pour ce faire, elle maîtrise les principes du commerce et de la finance, y compris certains concepts de l'ancien monde Cid tels que la spéculation immobilière et la monnaie scripturale, révolutionnaires dans ce monde. En seulement deux ans, elle a réussi à faire de Mitsugoshi l'équivalent d'une multinationale grâce à la vente de produits rares ou inédits (café, chocolat, cosmétiques...) mis au point avec l'aide technique d'Êta, et du Mag Ronald, un sandwich à la mode chez les jeunes nobles.
Delta (デルタ, Deruta)
Voix japonaise : Fairouz Ai, voix française : Charlotte Hervieux
Une fille-loup, autrefois nommée Sarah (サラ, Sara), que son père, le chef de tribu, a tenté de tuer lorsque les premiers signes de possession se sont manifestés chez elle. Elle est capable de prouesses avec sa grande force brute et dispose également de sens particulièrement affutés, étant capable de reconnaître une odeur à grande distance pour chasser ses cibles. Elle n'écoute que ceux qu'elle a reconnu comme étant plus forts qu'elle.
Epsilon (イプシロン, Ipushiron)
Voix japonaise : Hisako Kanemoto, voix française : Marine André
Une fille elfe surnommée « la précise » pour son fin contrôle de la magie. Elle est douée dans l'utilisation de la combinaison slime des Shadow Garden. En public, elle se fait passer pour Silon (シロン, Shiron), une pianiste et compositrice prodige, connue pour sa Sonate au Clair de lune et plusieurs morceaux à succès « empruntés » au monde d'origine de Cid.
Zêta (ゼータ, Zēta)
Voix japonaise : Ayaka Asai (en), voix française : Sybille de Montigny
Une jeune fille-renard blonde, spécialisée dans l'espionnage et le renseignement. Il y a une rivalité entre elle et l'autre thérianthrope du groupe, Delta, qu'elle traite de « cabot ». Elle était autrefois nommée Lilim (リリム, Ririmu), prénom donné en hommage à l'héroïne Lily, la fondatrice du clan dont elle est désormais la seule survivante, l'Ordre ayant éradiqué les siens. Entièrement dévouée à Shadow, elle crée secrètement sa propre faction dans le but de ramener Diabolos à la vie pour offrir l'immortalité à son maître.
Êta (イータ, Īta)
Voix japonaise : Reina Kondō (en)
Une fille elfe aux cheveux bruns. Responsable scientifique de Shadow Garden, elle est capable de recréer des objets du monde d'origine de Cid d'après leur simple évocation, afin d'équiper le groupe (talkie-walkies, appareil-photo Rolapoid...) ou d'augmenter les profits de Mitsugoshi. Elle développe un prototype de moteur à explosion et d'automobile après que Mitsugoshi a commencé à exploiter des gisements de pétrole, ressource jusque là inconnue. Dans le civil, elle est connue sous l'identité de Eta Lloyd Wright (イータ・ロイド・ライト, Īta Roido Raito), une architecte de renom, à l'origine des prouesses architecturales que sont les bâtiments du siège et des succursales de Mitsugoshi.

#### Les Numéros
Les Numéros  sont les membres recrutées directement par les Sept Ombres. L'année du treizième anniversaire de Cid, les sept filles décident de le « quitter ». Cid pense alors qu'elles se sont lassées de jouer avec lui. En réalité, ayant pris conscience de l'ampleur de l'Ordre de Diabolos et de ses projets, elles prennent leur distance pour protéger l'identité de leur maître Shadow et partent courir le monde à la recherche d'informations et de nouvelles recrues. Deux ans plus tard, Shadow Garden compte plusieurs centaines de membres, toutes d'anciennes Possédées sauvées par les Sept Ombres. Simples soldates, elles ont abandonné leur nom et sont désignées uniquement par un numéro (et une lettre de l'alphabet grec pour celles qui se distinguent). Très peu d'entre elles sont connues. Celles qui n'ont aucune aptitude pour le combat sont assignées au rôle d'employées au siège ou dans les succursales de Mitsugoshi.
Iota (イオタ) ou no 9
Une fille-lapine blonde aux yeux verts, placée sous le commandement de Gamma. Elle est, avec Sigma, un personnage exclusif au jeu vidéo Master of Garden où elle apparaît principalement sous son identité publique de Novem Silva, une influenceuse au style gyaru, chargée des relations publiques de Mitsugoshi.
Lambda (ラムダ, Ramuda) ou no 11
Voix japonaise : Ikumi Hasegawa (en), voix française : Chantal Baroin
Une elfe noire, autrefois nommée Zinaida (ジナイーダ, Jinaīda). Ancienne militaire du renseignement de l'Empire de Végalta, elle est désormais instructrice chargée des nouvelles recrues combattantes de Shadow Garden. Pour une raison inconnue, elle tient son œil droit fermé en permanence.
Nu (ニュー, Nyū) ou no 13
Voix japonaise : Maaya Uchida, voix française : Mathilde Riey (saison 1), Jessie Lambotte (saison 2)
Une des rares humaines de Shadow Garden. Elle est une ancienne fille de nobles, Nicoletta Marquez (ニコレッタ・マルケス, Nikoretta Marukesu), rejetée par sa famille lorsqu'elle a contracté la possession démoniaque. Elle a ensuite été sauvée et initiée par l'une des Sept Ombres de Shadow Garden. Elle est très douée pour le maquillage et les déguisements, utilisant de la boue spécialement traitée pour imiter la peau et la façonner à la forme souhaitée. Elle est assignée au service de Cid/Shadow lorsque ce dernier rejoint l'académie des Magelames l'année de ses 15 ans.
Pi (パイ, Pai)
Jeune fille-bête à la fourrure noire et blanche, aux yeux bleus, à l'apparence rappelant celle d'un husky sibérien. C'est une subordonnée directe de Delta.
Sigma (シグマ, Shiguma) ou no 18
Une fille aux cheveux argenté, à la coupe au carré, avec une frange qui couvre son œil gauche et une tresse qui atteint presque ses genoux. Sa tenue Shadow Garden ressemble à une tenue de kunoichi ; elle porte également un bandana noir et une écharpe violette. Sous le commandement de Bêta, elle est, avec Iota, un personnage exclusif au jeu vidéo Master of Garden.
Chi (カイ, Kai) ou no 22
Voix japonaise : Mayu Minami (ja), voix française : Amandine Bataille
Auparavant Karen von Herzog (カレン・フォン・ヘルツォーク, Karen fon Herutsuōku), issue d'une ancienne famille noble de Vegalta entretenant des relations étroites avec l'Ordre. Lorsque des signes de sa possession démoniaque se sont manifestés, l'Ordre de Diablos l'a faite pourchasser, et toute sa famille et leurs partisans ont été éradiqués. Lors de sa fuite, elle a perdu un œil, qui est depuis caché par une frange. Elle intègre Shadow Garden qui l'a libérée de sa malédiction, sous le matricule no 111, et gravit rapidement les échelons.
Oméga (オメガ, Omega) ou no 24
Voix japonaise : Ryōko Maekawa (ja), voix française : Camille Béchon
Une demi-elfe noire avec un tatouage clair sur la droite de son visage et de son corps, et des yeux vairons or et argent. Elle était auparavant l'instructrice Olga (オリガ, Origa), collègue de Lambda au sein de l'armée de l'Empire de Végalta. Elle intègre Shadow Garden, initialement sous le matricule no 122, mais reste cantonnée à Végalta, à l'écart de la base d'Alexandria, en raison de son attitude réfractaire à l'autorité. Elle est sous les ordres directs d'Epsilon qui l'a libérée de la possession démoniaque.
no 559
Voix japonaise : Miku Itō, voix française : Julie Mouchel
Autrefois Victoria (ウィクトーリア), cheffe charismatique des Templiers, une organisation aux ordres de l'Église chargée d'éliminer les Possédées, considérées comme hérétiques. Lorsqu'elle s'avère être elle-même une Possédée, l'Église cherche à l'éliminer. Elle finit par rejoindre Shadow Garden, et la faction de Zêta, avec qui elle s'est liée d'amitié, et développe une attitude yandere à l'égard de Shadow qu'elle considère comme son sauveur.
no 664
Voix japonaise : Miyu Tomita
no 665
Voix japonaise : Hina Yōmiya
Rose Oriana (ローズ・オリアナ, Rōzu Oriana) / no 666
Voix japonaise : Haruka Shiraishi (en), voix française : Ludivine Maffren
La princesse du royaume d'Oriana, un pays connu privilégiant les arts à l'utilisation des armes. Kidnappée lorsqu'elle était enfant, elle est sauvée par hasard par Cid, masqué. Émerveillée par le style de combat de son sauveur, elle décide de se consacrer à l'entraînement à l'épée au lieu de la pratique des arts traditionnels, ce qui suscite de vives controverses dans son pays. Elle est une étudiante transférée à l'académie de l'épée de Midgard et la présidente du conseil étudiant. Elle tombe amoureuse de Cid Kanegô, prenant sa tenacité lors de leur combat, puis son « sacrifice » lors de l'attaque de l'académie pour des déclarations, alors que dans les deux cas Cid ne cherchait qu'à mettre en valeur son personnage de looser. Après avoir tué son père, le roi d'Oriana, devenu une marionnette de l'Ordre, elle s'enfuit et rejoint Shadow Garden, abandonnant son nom, ses biens et l'avenir qu'elle s'imaginait avec Cid, pour devenir la recrue no 666.
Quelque temps plus tard, après sa formation, elle est finalement renvoyée à Oriana sous son identité de princesse pour faire valoir son droit au trône et débarrasser le royaume de l'influence de l'Ordre.
no 711 / Millia
Voix japonaise : Yuka Nukui (en)
no 712 / Akane Nishino (西野アカネ, Nishino Akane)
Voix japonaise : Yui Horie
Une japonaise, camarade de classe de Minoru Kageno. Dans la série d'animation, elle n'apparait que dans la première partie du premier épisode, dont elle est le personnage central, jusqu'à la mort de Minoru, puis à la toute fin du dernier épisode de la saison 2. Dans les romans, elle est la protagoniste de plusieurs histoires dérivées.
Cid la revoit à l'occasion de l'arc du « retour au Japon », où il est propulsé dans son monde d'origine par la Rose noire. Il y découvre que quelques années seulement se sont écoulées depuis sa disparition, et qu'entre temps, la magie et surtout des bêtes sanguinaires appelées « magimonstres » y ont fait leur apparition, causant d'immenses dégâts. Akane est devenue une des rares élus pouvant maîtriser la magie pour combattre ces monstres.
À l'issue de l'arc, elle est capturée par Bêta et ramenée au quartier général de Shadow Garden en tant que spécimen d'un autre monde. Elle finit par rejoindre les rangs de Shadow Garden sous le matricule no 712.

### Cité de l'Anarchie[Note 6]
Juggernaut (ジャガノート, Jagānōto)
Voix japonaise : Tsuyoshi Koyama (en), voix française : Olivier Cordina
Surnommé « le Tyran », il est le dirigeant de la Tour noire de la Cité sans loi, aux capacités physique hors du commun.
Yukime (ユキメ)
Voix japonaise : Shizuka Itō, voix française : Sophie Planet
Une femme-renarde à neuf queues règnant sur la Tour blanche de la cité. Elle est également responsable des maisons closes du quartier, et directrice de la compagnie Renard des neiges, qui sert de couverture à ses activités illicites.
Crimson (クリムゾン, Kurimuzon)
Voix japonaise : Tomokazu Sugita, voix française : Valéry Schatz
Un vampire qui dirige ses congénères depuis la Tour écarlate de la cité. Ancien proche d'Élisabeth, il souhaite le retour de la Reine sanglante.
Mary (メアリー, Mearī)
Voix japonaise : Ai Kakuma (en), voix française : Anne-Sophie Nallino
Une « chasseuse de vampires millénaire », en réalité elle-même vampire ayant renoncé à boire du sang humain, luttant contre le clan de Crimson.
Élisabeth (エリザベート, Erizabēto)
Voix japonaise : Saori Hayami, voix française : Chantal Baroin
Vampire originelle, surnommé « La Reine sanglante ». La légende prétend qu'elle a disparu il y a mille ans après avoir détruit plusieurs pays. Son subordonné Crimson complote pour la faire revenir à la vie.
Marie (マリー, Marī)
Voix japonaise : M・A・O
Une prostituée du quartier des plaisirs. Elle est sauvée par Shadow lors des évènements de la Lune Rouge. Elle s'exile ensuite au royaume d'Oriana où elle ouvre une auberge. Elle est aidée discrètement une deuxième fois par Shadow de soldats venus la racketter.

### Ordre de Diabolos
L'Ordre de Diabolos (ディアボロス教団, Diaborosu Kyoudan) est une organisation maléfique qui œuvre dans l'ombre depuis des siècles.

#### Chevaliers de la table ronde
Mordread (モードレッド, Mōdoreddo)
Voix japonaise : Takehito Koyasu, voix française : Arnaud Léonard

### Les Trois Héros
Selon la légende, façonné par l'Ordre de Diabolos pour manipuler l'histoire, plusieurs siècle auparavant, alors que le démon Diabolos étendait son emprise sur le monde entier, un héros de chaque race serait apparu. Ensemble, ils auraient combattu le roi-démon, lui coupant son bras gauche et réussissant à le sceller dans le Sanctuaire. Avant d'être vaincu, Diabolos aurait maudit les trois Héros et leur descendance avec la « Possession démoniaque » (ou « fléau de Diabolos ») faisant pourrir leur corps. En réalité, les trois « héros », toutes des filles, étaient les seules survivantes, parmi les nombreux orphelins kidnappés par l'Ordre de Diabolos utilisés comme cobayes d'horribles expérimentations menées dans le but de créer des armes puissantes.
Olivier (オリヴィエ, Orivie)
Voix japonaise : Asami Setō (jeu vidéo)
« Le héros » des elfes. C'est une magnifique elfe blonde, à l'aura quasi divine. Epéiste de talent, elle se battait avec une épée sainte, avec laquelle elle est réputée avoir tranché le bras gauche de Diabolos. Il s'avère qu'elle est l'ancêtre d'Alpha, et de sa tante Béatrix.
Ses manières, peu gracieuses et peu féminines, tranchent avec son physique. Froide et peu soucieuse de son entourage, elle ne vit que pour l'entrainement à l'épée et l'annihilation des vampires, sbires du démon Diabolos, pour venger ses parents qui ont été tués sous ses yeux lorsqu'elle était enfant
Lily (リリ, Riri)
« Le héros » des hommes-bêtes. Après la défaite de Diabolos, la légende dit qu'« il » aurait passé le reste de sa vie à voyager à travers le monde en tant qu'évêque, pour propager les enseignements de l'Église. En réalité, elle se serait retirée et aurait fondé son propre clan, qui est également celui de Zêta, sa lointaine descendante.
Freya (フレイヤ, Fureiya)
« Le héros » des humains. Après la défaite de Diabolos, la légende dit qu'« il » aurait fondé le Royaume de Midgar. Elle présente une forte ressemblance physique avec la princesse Alexia, sa lointaine descendante.
Duet et Pente
Personnages exclusifs au jeu vidéo Master of Garden, introduits dans le chapitre Requiem for Scattered Shadows,. Ces deux elfes sont présentées comme les compagnons de voyage d'Olivier, et sont les ancêtres de Bêta et Epsilon.
Sarasa (サラサ), Nonna (ノンナ) et Rouge (ルージュ, Rūju)
Personnages exclusifs au jeu vidéo Master of Garden, introduits dans le chapitre Requiem for Scattered Shadows II. Une elfe et deux humaines, également membres du groupe des Trois Héros, et à l'apparence physique proche de Gamma, Claire et Rose, laissant entendre qu'elles sont leurs lointaines ancêtres respectives.
Tessera
Personnage exclusif au jeu vidéo Master of Garden, introduit dans le chapitre Requiem for Scattered Shadows III. Une fille-louve côtoyant le groupe des Trois Héros, et ressemblant, tant physiquement qu'intellectuellement à Delta, laissant supposer qu'elle est sa lointaine ancêtre.
Shichy
Personnage exclusif au jeu vidéo Master of Garden, apparaissant pour la première fois dans le chapitre Requiem for Scattered Shadows IV. Une jeune elfe du groupe des Trois Héros, et ressemblant à Êta, laissant supposer qu'elle est sa lointaine ancêtre.

### Autres
Hyoro Gari (ヒョロ・ガリ, Hyoro Gari)
Voix japonaise : Yoshitsugu Matsuoka, voix française : Aurélien Raynal
Un des compagnons « pur médiocre » choisi par Cid à l'Académie. Souvent à l'origine des mauvais plans dans lesquels Cid fonce volontiers pour conforter son image de looser et de personnage de second plan.
Jaga Imo (ジャガ・イモ, Jaga Imo, litt. « pomme de terre, patate »)
Voix japonaise : Shin Matsushige, voix française : Jean-Rémi Tichit
Un des compagnons « pur médiocre » choisi par Cid à l'Académie. Ses parents semblent gérer une exploitation de pommes de terre.
Shelly Barnett (シェリー・バーネット, Sherī Bānetto)
Voix japonaise : Saya Aizawa, voix française : Olivia Masseron
Fille adoptive du vice-directeur de l'Institut des sciences de Midgar, Ruslan Barnett, qui l'a recueillie après le meurtre de sa mère par un rôdeur. Jeune fille aux yeux, cheveux et ahoge roses, elle est décrite comme étant intelligente et brillante, spécialiste des langues anciennes malgré son jeu âge. En tant que telle, elle est chargée d'étudier un artefact récupéré dans une base de l'Ordre de Diablos, ce qui en fait une cible de l'organisation. D'un naturel timide et incapable d'interagir avec les autres, elle commence pourtant à se lier à Cid Kagenô à la suite d'un quiproquo qui lui a fait croire à une déclaration d'amour du jeune homme. Lorsque Shadow découvre que Ruslan Barnett est membre de l'Ordre et le véritable assassin de sa mère, il préfère ne rien lui dire pour la préserver. Mais quand elle surprend la fin de leur duel et constate la mort de son père adoptif, elle prend Shadow pour le responsable d'un meurtre gratuit, comme celui de sa mère quelques années auparavant. Elle quitte précipitamment le royaume de Midgar, prétextant avoir une affaire importante à régler.
Michael Conk (ジミナ・セーネン, Jimina Sēnen, litt. « jeune homme sobre »)
Voix japonaise : Hikaru Midorikawa
Un ancien fils de nobles, répudié par sa famille et mort dans l'anonymat. Son nom et son apparence de « mec quelconque » sont utilisés par Cid pour participer incognito au tournoi de Bushin. Le manga et le jeu vidéo semblent suggérer qu'il a été tué par Shadow Garden alors qu'il assurait, en tant que mercenaire, l'escorte d'un transport de possédées pour le compte de l'Ordre de Diabolos.
Aurora (アウロラ)
Voix japonaise : Kaori Nazuka, voix française : Virginie Hénocq
Béatrix (ベアトリクス, Beatorikusu)
Voix japonaise : Mikako Komatsu, voix française : Sophie Planet
Annerose Fucianas (アンネローゼ・フシアナス, An'nerōze Fushianasu)
Voix japonaise : Shion Wakayama (en), voix française : Alice Orsat

## Production et supports
The Eminence in Shadow est d'abord publiée en ligne à partir de mai 2018 sur le site web d'édition de romans Shōsetsuka ni narō par Daisuke Aizawa. Ce dernier souhaitait écrire « quelque chose sur la réincarnation dans un autre monde », malgré le grand nombre d'œuvres concurrentes de ce genre sur la plateforme. Fan de héros over powered et ancien chūnibyō au collège et au lycée, Aizawa tâtonne et écrit environ deux chapitres, avant d'avoir l'idée d'introduire « un élément d'incompréhension » pour apporter une touche spécifique qui « pourrait fonctionner ». La série déploie ainsi un univers singulier, mêlant des intrigues sombres et des combats intenses à un humour pince-sans-rire percutant. Le charisme du protagoniste, Cid Kagenô, qui alterne entre ses postures de penseur prétentieux et son rôle de médiocre, naïf et maladroit, y joue un rôle essentiel.

### Light novel
Les droits sont acquis par Enterbrain qui commence en novembre 2018 à éditer la série sous forme de light novel, illustrés par le dessinateur Tōzai. Six volumes sont ainsi parus au 30 octobre 2023. En France, la série est en cours sur la plateforme JNC Nina (en) et un premier volume relié sorti le 7 juin 2024 chez Mahô Éditions.
| no | Japonais         | Japonais          | Français         | Français          |
| no | Date de sortie   | ISBN              | Date de sortie   | ISBN              |
| -- | ---------------- | ----------------- | ---------------- | ----------------- |
| 1  | 5 novembre 2018  | 978-4-04-735302-2 | 7 juin 2024      | 978-2-49-180669-9 |
| 2  | 5 mars 2019      | 978-4-04-735580-4 | 6 septembre 2024 | 978-2-48-736910-8 |
| 3  | 26 juillet 2019  | 978-4-04-735711-2 | 31 janvier 2025  | 978-2-48-736918-4 |
| 4  | 26 février 2021  | 978-4-04-735878-2 |                  |                   |
| 5  | 28 décembre 2022 | 978-4-04-737311-2 |                  |                   |
| 6  | 30 octobre 2023  | 978-4-04-737691-5 |                  |                   |

### Manga
Une adaptation de la série en manga dessinée par Anri Sakano est prépubliée dans le magazine manga seinen Monthly Comp Ace de Kadokawa Shoten depuis décembre 2018 et est rassemblée en seize volumes tankōbon au 25 juillet 2025. En France, la série est éditée par Doki-Doki depuis le 5 janvier 2022.
| no | Japonais          | Japonais          | Français         | Français          |
| no | Date de sortie    | ISBN              | Date de sortie   | ISBN              |
| -- | ----------------- | ----------------- | ---------------- | ----------------- |
| 1  | 25 juillet 2019   | 978-4-04-108471-7 | 5 janvier 2022   | 978-2-8189-8903-6 |
| 2  | 24 septembre 2019 | 978-4-04-108683-4 | 5 janvier 2022   | 978-2-8189-8904-3 |
| 3  | 25 juin 2020      | 978-4-04-109326-9 | 2 mars 2022      | 978-2-8189-8905-0 |
| 4  | 25 août 2020      | 978-4-04-109332-0 | 4 mai 2022       | 978-2-8189-8906-7 |
| 5  | 26 février 2021   | 978-4-04-111002-7 | 13 juillet 2022  | 978-2-8189-8907-4 |
| 6  | 25 juin 2021      | 978-4-04-111564-0 | 7 septembre 2022 | 978-2-8189-9192-3 |
| 7  | 26 mars 2022      | 978-4-04-111565-7 | 11 janvier 2023  | 978-2-8189-9651-5 |
| 8  | 26 septembre 2022 | 978-4-04-112936-4 | 5 avril 2023     | 979-1-0411-0060-6 |
| 9  | 25 octobre 2022   | 978-4-04-112937-1 | 5 juillet 2023   | 979-1-0411-0203-7 |
| 10 | 25 novembre 2022  | 978-4-04-112938-8 | 4 octobre 2023   | 979-1-0411-0204-4 |
| 11 | 26 mai 2023       | 978-4-04-113684-3 | 7 février 2024   | 979-1-0411-0458-1 |
| 12 | 26 octobre 2023   | 978-4-04-113685-0 | 3 juillet 2024   | 979-1-0411-0721-6 |
| 13 | 24 mai 2024       | 978-4-04-114968-3 | 4 décembre 2024  | 979-1-0411-1072-8 |
| 14 | 25 novembre 2024  | 978-4-04-115574-5 | 9 juillet 2025   | 979-1-04-111431-3 |
| 15 | 26 février 2025   | 978-4-04-115857-9 |                  |                   |
| 16 | 25 juillet 2025   | 978-4-04-116209-5 |                  |                   |

### Mangas dérivés
Un manga dérivé dessiné par Seta U intitulé Kage no jitsuryokusha ni naritakute! Shadow gaiden (陰の実力者になりたくて！ しゃどーがいでん) est également prépublié via le Comp Ace depuis juillet 2019 à septembre 2023, avec six volumes parus au 30 octobre 2023.
| no | Japonais        | Japonais          |
| no | Date de sortie  | ISBN              |
| -- | --------------- | ----------------- |
| 1  | 25 juin 2020    | 978-4-04-109327-6 |
| 2  | 26 février 2021 | 978-4-04-109333-7 |
| 3  | 26 mars 2022    | 978-4-04-112378-2 |
| 4  | 25 octobre 2022 | 978-4-04-113040-7 |
| 5  | 26 mai 2023     | 978-4-04-113688-1 |
| 6  | 26 octobre 2023 | 978-4-04-113689-8 |

D'autre part, une adaptation en manga, par l'illustratrice Kanco, de l'histoire originale des chapitres Seven Shadow Chronicles du jeu vidéo Master of Garden est sérialisée dans le magazine de prépublication Comic Ace Comic Connect de Kadokawa depuis le mois de mai 2024.
Enfin, un manga en quatre cases de Mitarashi Neko, évoquant « la vie quotidienne des Sept Ombres » en version chibi, a débuté sur X le 22 janvier 2025.

### Anime
Une adaptation en série d'animation est annoncée dans le quatrième volume du light novel paru le 26 février 2021. La série est produite par le studio Nexus et réalisée par Kazuya Nakanishi, avec des scripts écrits par Kan'ichi Katō et des personnages conçus par Makoto Iino,. Sa diffusion a lieu entre le 5 octobre 2022 et le 15 février 2023.
À l'occasion d'un programme spécial en direct célébrant le final de la saison 1, Kadokawa annonce qu'une deuxième saison produite par les mêmes personnes et le même studio a été validée. Celle-ci, composée de 12 épisodes, est diffusée à la télévision japonaise du 4 octobre au 20 décembre 2023. Auparavant, le premier épisode avait été projeté en avant-première mondiale le 1er juillet 2023 à l'occasion de l'Anime Expo à Los Angeles, en présence de Seiichirō Yamashita et une avant-première japonaise avait eu lieu le 24 septembre 2023 à l'United Cinemas Toyosu de Tokyo, en présence de Seiichirō Yamashita, Rina Hidaka et Suzuko Mimori. Dans les pays francophones, cette saison est diffusée par ADN en version originale sous-titrée en français en simulcast, puis en version française le 22 mars 2024.

#### Génériques
Saison 1
L'opening, HIGHEST, est interprété par OxT. L'ending, Darling in the Night, est interprété par une des voix des sept ombres, différente à chaque épisode :
- Alpha (Asami Setō) : épisodes 2, 10 et 18 ;
- Bêta (Inori Minase) : épisodes 3 et 12 ;
- Gamma (Suzuko Mimori) : épisodes 4, 11 et 16 ;
- Delta (Fairouz Ai) : épisode 5, 13 et 19 ;
- Epsilon (Hisako Kanemoto) : épisodes 6, 15 et 17 ;
- Zêta (Ayaka Asai) : épisodes 7 et 9 ;
- Êta (Reina Kondō) : épisode 8 et 14.

Sur le CD audio, Darling in the Night est crédité à Shichikage, les sept artistes chantant en même temps.
Saison 2
L'opening, grayscale dominator, est interprété par OxT. L'ending, Polaris in the Night, est crédité à Shadow Garden Numbers, un groupe composé des voix de Lambda, Nu, Chi et Oméga. En réalité chacune interprète l'ending d'un épisode :
- Lambda (Ikumi Hasegawa) : épisodes 2 et 10 ;
- Nu (Maaya Uchida) : épisodes 3 et 6 ;
- Chi (Mayu Minami) : épisodes 4 et 9 ;
- Oméga (Ryōko Maekawa) : épisodes 5 et 11.

L'ending de l'épisode no 7, Everything is Changing, est interprété par Mayu Maeshima (en).
L'ending de l'épisode spécial no 8 est à nouveau Darling in the Night, interprété par Asami Setō, Inori Minase, Suzuko Mimori, Fairouz Ai, Hisako Kanemoto, Ayaka Asai, Reina Kondō.
L'ending de l'épisode no 12 est HIGHEST, interprété par OxT.

#### DVDetBlu-ray

##### Édition japonaise
Saison 1
| Volume | Date de sortie  | Contenu          | Référence BR | Référence DVD |
| ------ | --------------- | ---------------- | ------------ | ------------- |
| 1      | 25 janvier 2023 | Épisodes 1 à 4   | ZMXZ-16261   | ZMBZ-16271    |
| 2      | 28 février 2023 | Épisodes 5 à 10  | ZMXZ-16262   | ZMBZ-16272    |
| 3      | 24 mars 2023    | Épisodes 11 à 15 | ZMXZ-16263   | ZMBZ-16273    |
| 4      | 26 avril 2023   | Épisodes 16 à 20 | ZMXZ-16264   | ZMBZ-16274    |

Saison 2
| Volume | Date de sortie  | Contenu         | Référence BR | Référence DVD |
| ------ | --------------- | --------------- | ------------ | ------------- |
| 1      | 24 janvier 2024 | Épisodes 1 à 5  | ZMXZ-16981   | ZMBZ-16991    |
| 2      | 23 février 2024 | Épisodes 6 à 10 | ZMXZ-16982   | ZMBZ-16992    |
| 3      | 27 mars 2024    | Épisodes 9 à 12 | ZMXZ-16983   | ZMBZ-16993    |

##### Édition française
Saison 1
| Volume | Date de sortie | Contenu          | Référence BR        | Référence DVD       |
| ------ | -------------- | ---------------- | ------------------- | ------------------- |
| 1      | 26 mars 2025   | Épisodes 1 à 10  | (EAN 5060314997330) | (EAN 5060314997347) |
| 2      | 7 mai 2025     | Épisodes 11 à 20 | (EAN 5060314997354) | (EAN 5060314997361) |

#### Visual guide
Un guide officiel de l'animé est publié à l'occasion de la sortie du premier coffret DVD/Blu-ray. Il contient des informations sur les personnages, des planches d'art, des dessins originaux, des illustrations d'endings et des notes du réalisateur Kazuya Nakanishi et du concepteur des personnages Makoto Iino.
| no | Japonais        | Japonais          |
| no | Date de sortie  | ISBN              |
| -- | --------------- | ----------------- |
| -  | 26 janvier 2023 | 978-4-04-737361-7 |

### Séries dérivées

#### Kage-Jitsu!
Une série d'animation au format court, intitulée Kage-Jitsu! (かげじつ！, Kagejitsu!), mettant en scène les personnages en version chibi, est produite par le studio Puyukai. Sa diffusion a commencé le 26 octobre 2022, à la suite de l'épisode no 4 de la série principale. Les épisodes sont distribués sur la chaîne YouTube KADOKAWAanime après leur diffusion sur la chaîne AT-X.
Une deuxième saison, intitulée Kage-Jitsu! Second (かげじつ！せかんど, Kagejitsu! Sekando), toujours produite par Studio Puyukai, est diffusée, à la suite des épisodes de la série principale, depuis le 4 octobre 2023, toujours sur AT-X et Youtube.

#### Ple Ple Pleiades x Kage-Jitsu!
Le 1er avril 2023, le site officiel annonce un projet de série crossover entre Kage-Jitsu! et Ple Ple Pleiades, à coups d'illustrations mêlant les personnages chibi des deux univers. Mais il s'agit en réalité d'un poisson d'avril, la sortie de l'hypothétique série étant annoncée pour avril 2138.
Mais finalement, la blague se concrétise avec la publication, à l'occasion d'Halloween, d'un épisode Ple Ple Pleiades x Kage-Jitsu! d'une dizaine de minutes dans lequel Shadow et Ainz Ooal Gown ont échangé leurs esprits.

#### Isekai Quartet
En juin 2025, il est annoncé, que les personnages de Cid Kagenô/Shadow et de Bêta intègreront la future troisième saison de l'animé crossover Isekai Quartet.

### Webradio
Une émission de radio sur internet bimensuelle (un mardi sur deux), intitulée The Eminence in Shadow on the Radio (ラジオでも陰の実力者になりたくて！, Rajio demo in no jitsuryokusha ni naritakute!, litt. « Je veux devenir une personne puissante dans les coulisses de la radio ! »), est diffusée entre le 10 septembre 2022 et le 14 février 2023. Elle est animée par Seiichiro Yamashita, voix de Cid Kagenô/Shadow, qui reçoit à chaque émission un membre du casting de la série télévisée.
Le retour de l'émission est annoncé, à partir du 10 octobre 2023, pour suivre la diffusion de la deuxième saison de l'animé.
Saison 1
| no | Date              | Invité                         |
| -- | ----------------- | ------------------------------ |
| 1  | 10 septembre 2022 | -                              |
| 2  | 25 octobre 2022   | Asami Setō (Alpha)             |
| 3  | 8 novembre 2022   | Rina Hidaka (Claire Kagenô)    |
| 4  | 22 novembre 2022  | Suzuko Mimori (Gamma)          |
| 5  | 6 décembre 2022   | Saya Aizawa (Shelly Barnett)   |
| 6  | 20 décembre 2022  | Hisako Kanemoto (Epsilon)      |
| 7  | 3 janvier 2023    | Kaori Nazuka (Aurora)          |
| 8  | 17 janvier 2023   | Inori Minase (Bêta)            |
| 9  | 31 janvier 2023   | Haruka Shiraishi (Rose Oriana) |
| 10 | 14 février 2023   | Kana Hanazawa (Alexia Midgar)  |

Saison 2
| no | Date             | Invité                                    |
| -- | ---------------- | ----------------------------------------- |
| 1  | 10 octobre 2023  | -                                         |
| 2  | 24 octobre 2023  | Rina Hidaka (Claire Kagenô)               |
| 3  | 7 novembre 2023  | Asami Setō (Alpha)                        |
| 4  | 21 novembre 2023 | Fairouz Ai (Delta)                        |
| 5  | 5 décembre 2023  | Inori Minase (Bêta)                       |
| 6  | 19 décembre 2023 | Haruka Shiraishi (666 / Rose Oriana)      |
| 7  | 2 janvier 2024   | Kazuya Nakanishi (réalisateur de l'animé) |

### Film d'animation
Le 20 décembre 2023, à l'issue de la diffusion de la deuxième saison de l'animé, une suite sous forme de film d'animation, intitulé The Eminence in Shadow: Lost Echoes (陰の実力者になりたくて！ 残響編, Kage no jitsuryokusha ni naritakute! Zankyō-hen), a été annoncée. Le visuel publié laisse supposer qu'il adaptera l'arc « Retour au Japon ». Cette hypothèse est appuyée, la semaine suivante, lors d'une émission spéciale en direct sur YouTube commémorant la fin de la saison 2 de l'animé, notamment par les propos de Yui Horie indiquant que son personnage (Akane Nishino) pourrait être plus présent que dans l'animé. Un teaser vidéo est publiée le 26 mai 2024, mais la séquence, constituée de contenu original créé pour l'occasion, ne révèle rien de l'intrigue du film.

### Jeu vidéo

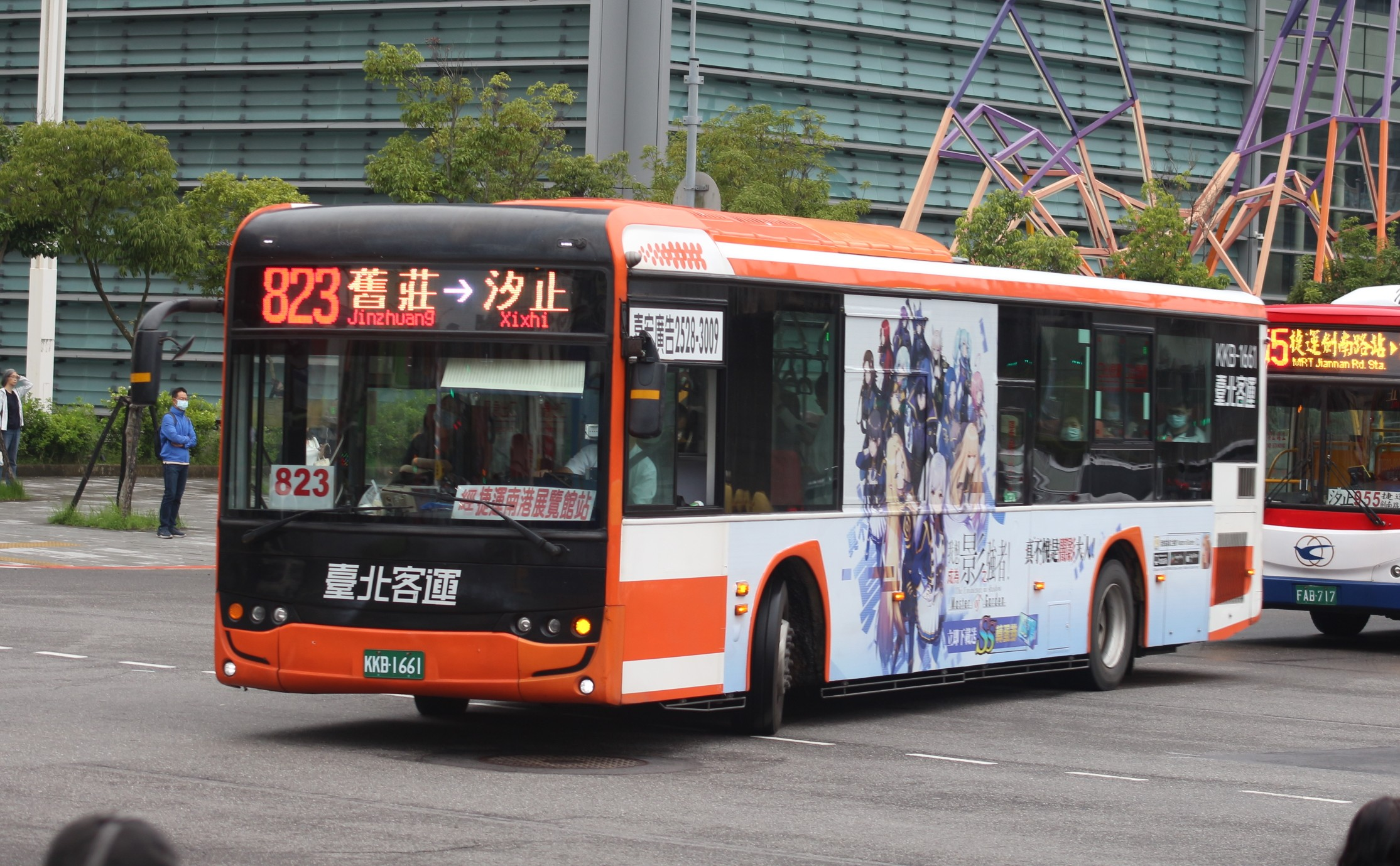
Un bus dans les rues de Nouveau Taipei avec une publicité pour le jeu mobile Master of Garden.

Un jeu vidéo intitulé The Eminence in Shadow: Master of Garden (陰の実力者になりたくて！マスターオブガーデン, Kage no jitsuryokusha ni naritakute! Masutāobugāden), abrégé Kagemas (カゲマスは, Kagemasu), sort au Japon sur téléphones mobiles et PC le 29 novembre 2022. Une version internationale en anglais est distribuée par Crunchyroll Games sur téléphones mobiles, à partir du 30 novembre 2022, puis sur PC le 25 mai 2023. Une version destinée au marché coréen est annoncée pour le second semestre 2023, distribuée par Webzen. Une version chinoise est disponible à Taïwan, Hong Kong et Macao depuis le 5 octobre 2023. La version PC japonaise est disponible sur plateforme DMM GAMES depuis le 9 mai 2024 et Steam depuis le 29 août 2024. Il s'agit d'un jeu de type RPG, intégrant un système de gacha.

#### Scénario
L'intrigue principale reprend celle de l'animé, actualisée après la diffusion de chaque épisode à la télévision. Elle est complétée par une campagne Seven Shadows Chronicles et divers évènements temporaires supervisés par l'auteur original, Daisuke Aizawa, qui adaptent des passages du light novel ou proposent des récits inédits couvrant les « deux ans de vide » dans la chronologie des Sept Ombres.
Ainsi, le chapitre Rose of Garden évoque l'histoire de Rose Oriana, immédiatement après son intégration sous le no 666 au sein de Shadow Garden, « qui n'a pas été racontée dans le roman ». D'autres chapitres développent des passages à peine évoqués dans l'animé, comme la fondation de Mitsugoshi ou l'établissement de la base de Shadow Garden dans l'ancienne cité d'Alexandria.
Le 25 janvier 2024, le nouveau chapitre Masquerade apporte au jeu une histoire faisant la jonction entre le dernier épisode de la deuxième saison de l'animé et le futur film d'animation, et intègre un personnage jusque-là exclusif au web novel : Maximilian.

##### Evènements Hololive
En septembre 2023, pour célébrer l'arrivée imminente de la deuxième saison de l'animé à la télévision et dans le scénario principal du jeu, est organisée une collaboration avec quatre Youtubeuses virtuelles Hololive (Nene Momosuzu (ja), Lui Takane (ja), Lamy Yukihana (ja) et Subaru Ozora) proposant des sessions du jeu en direct sur leurs chaînes respectives. Le personnage de Nene Momosuzu rejoint également le jeu parmi les personnages jouables, pour une durée limitée. Le 7 février 2024, c'est au tour de Lui Takane de faire une apparition temporaire dans le jeu. Le 9 janvier 2025, La+ Darknesss (ja) rejoint la liste des personnages disponibles, pour une durée limitée. Du 1er au 22 mai 2025, c'est Lamy Yukihana qui est proposée comme personnage bonus. Le 21 août 2025, Ayame Nakiri (ja) devrait à son tour intégrer le jeu. 

##### Cross-overavecShangri-La Frontier
Du 21 mars au 11 avril 2024 a lieu une nouvelle collaboration, avec cette fois-ci Shangri-La Frontier. L'interface du jeu est mise à jour aux couleurs de l'animé. Sunraku et Arthur Pencilgon dans un premier temps, puis Oikattsuo quelques jours plus tard, rejoignent la liste des personnages jouables pour une durée limitée. Un scénario spécial met en scène Cid/Shadow, Alpha, Delta, Sunraku, Pencilgon et Oikattsuo, perdus dans un monde de MMORPG en réalité virtuelle, devant s'unir pour vaincre Weathermon et rejoindre leurs mondes d'origine respectifs.

##### Cross-overavecFire Force
Un évènement avec Fire Force a lieu du 3 au 24 octobre 2024. L'interface du jeu est mise à jour aux couleurs de l'animé. Les personnages de Shinra Kusakabe, Tamaki Kotatsu, et Benimaru Shinmon rejoignent la liste des personnages jouables pour une durée limitée. Un scénario spécial met en scène ces trois membres des brigades spéciales Fire Force, invoqués accidentellement par Cid Kagenô, en même temps que des monstres humanoïdes maîtrisant le feu.

##### Cross-overavecRe:Zero -Starting Life in Another World-
Un évènement intitulé Shadow Life in Another World a lieu du 20 février au  13 mars 2025. Il met en scène des éléments de l'univers de la série animée Re:Zero − Re:vivre dans un autre monde à partir de zéro, notamment Émilia et Rem, qui peuvent être obtenues comme personnages jouables. L'interface du jeu s'habille aux couleurs de Re:Zero, et un scénario original met en scène Cid/Shadow, Subaru, Alpha, Emilia, Bêta et Rem aux prises avec Pételgeuse et ses apôtres.

##### Apocrypha
Le 13 juin 2024, le jeu s'enrichit d'un nouveau scénario nommé Apocrypha, proposant une histoire dérivée, se déroulant mille ans avant les évènements de l'œuvre originale, quand le monde était encore peuplé de vampires et du puissant démon Diabolos. Le premier chapitre, Requiem for Scattered Shadows, met en scène les Trois Héros légendaires (Olivier, Lili, Freya).
Il bénéficie d'un clip d'animation promotionnel produit par Studio Nexus, déjà à l'origine des deux saisons de la série et du film. La vidéo est mise en ligne sur YouTube le 5 septembre 2024 à minuit, à l'occasion de l'ouverture du deuxième chapitre, Requiem for Scattered Shadows II. La chanson thème originale de ce scénario et du clip est The Ban de Mayu Maejima.
Le chapitre Requiem for Scattered Shadows III, proposé du 23 janvier au 13 février 2025, évoque quant à lui le passé d'Olivier. Requiem for Scattered Shadows IV débute le 12 juin 2025.

### Apparitions dans d'autres jeux vidéo

#### Collaboration avecMonster Strike
Du 17 novembre au 2 décembre 2023, plusieurs personnages de The Eminence in Shadow font une apparition dans le jeu Monster Strike de Mixi. Delta, Bêta, Epsilon, Alpha et Shadow peuvent être obtenus en tant que personnages jouables via le système de gacha. D'autres éléments de la série, comme la boutique Mitsugoshi, un pack « Rose &  Alexia, les épéistes magiques de Midgar », les personnages de la commandante des Chevaliers écarlates Iris Midgar, Annerose Fucianas des Sept Épées de Végalta, le héros Olivier, le mythe invaincu Goldie Plaquedor, Ruslan Barnett, la déesse de la guerre Béatrix, la sorcière des calamités Aurora, et le troisième siège des Sept Ombres Gamma sont intégrés au jeu pour une durée limitée .

#### Collaboration avecKonosuba: Fantastic Days
Les personnages de Cid Kagenô/Shadow, Alpha et Bêta apparaissent dans le jeu pour mobile Konosuba: Fantastic Days de Sesisoft à partir du 31 janvier 2024.

#### Collaboration avecValkyrie Connect
Les personnages de Shadow, Alpha et Delta apparaissent dans le jeu Valkyrie Connect de Ateam à partir du 15 mars 2024, rejoints la semaine suivante par Bêta, Epsilon et Aurora.

#### Collaboration avecPhantasy Star Online 2: New Genesis
Une collaboration avec le jeu Phantasy Star Online 2: New Genesis a lieu du 17 juillet au 21 août 2024. Le bonus de connexion quotidien offre alors des éléments permettant de reconstituer dans le jeu les avatars de Shadow, Alpha, Bêta et Alexia, ainsi que différents objets.

#### Collaboration avecElemental Story
Shadow et les Sept Ombres apparaissent dans le jeu Elemental Story de Crooz, le 15 décembre 2024, ainsi que des versions de Noël de Claire Kagenô et Alexia Midgard. Iris Midgard et Béatrix sont également présentes.

#### Collaboration avecLineageII
Du 9 au 23 avril 2025, Shadow, Alpha, Bêta, Gamma, Delta, Epsilon, Zêta et Êta peuvent être obtenus sous forme d'Agathion, dans le MMORPG Lineage II de NCsoft,.

#### Collaboration avecThe Seven Deadly Sins: Grand Cross
Le chef puissant Shadow, la première membre de Shadow Garden Alpha et la deuxième membre Bêta peuvent être obtenus du 24 avril au 15 mai 2025 dans le jeu mobile The Seven Deadly Sins: Grand Cross de Netmarble.

#### Collaboration avecUnison League
Shadow et les membres de Shadow Garden, apparaissent dans des quêtes événementielles du jeu mobile Unison League, du 26 juin au 3 juillet 2025, ainsi que sous la forme d'avatar et d'emotes.

#### Collaboration avecEggcrypto
Du 11 au 25 juillet 2025, le « leader Shadow » et le « premier siège des Sept Ombres Alpha » sont disponibles dans le jeu NFT Eggcrypto en tant que monstres rares, tandis que la loterie, le bonus de connexion et une quête spéciale mettent en vedette Shadow et les sept Ombres,.

#### Collaboration avecCompass: Combat Providence Analysis System
Un événement collaboratif a lieu dans le jeu pour mobile Compass (en) de Dwango, du 28 juillet au 17 août 2025, mettant en scène Shadow.

### Jeux de cartes à collectionner
Les personnages de Shadow, Alpha, Bêta, Gamma, Delta, Epsilon, Zêta et Êta intègrent le JCC Reverse For You (ja) le 19 mai 2023.
Une collection de 28 cartes The Eminence in Shadow, destinées uniquement à des fins de collection, sort le 22 décembre 2023 dans la série des Bushiroad Trading Card Collection Clear.

## Différences entre les œuvres
Lors de l'adaptation du web roman en light novel, les choix éditoriaux ont conduit à l'édulcoration ou la disparition de certains éléments. Ainsi, les penchants masochistes de Thomas Zoschist sont en grande partie supprimés (bien que le nom du personnage reste évocateur). La sœur cadette de Rose, Clara Oriana (クララ・オリアナ, Kurara Oriana), mentionnée dans le chapitre no 148 du roman en ligne, n'apparaît pas dans les œuvres officielles suivantes. Il en va de même pour Maximilian (マクシミリアン, Makushimirian), introduit dans le chapitre no 149. Ce dernier, toutefois, fait un caméo en tant que boss de fin du chapitre Masquerade du jeu vidéo Master of Garden.
Daisuke Aizawa a confié que sa participation au scénario de Master of Garden lui permettait que développer certaines idées qu'il n'avait pas pu exprimer dans le roman. Lorsque le jeu accueille, en 2004, le scénario Requiem for Scattered Shadows, consacré aux trois héros légendaires, il leur est adjoint toute une coterie inédite composée de lointaines ancêtres – l'histoire est supposée se dérouler un millénaire avant l'intrigue principale – de l'entourage de Shadow. Duet, Pente, Sarasa, Nonna, Rouge et Tessera apportent ainsi un élément comique, par leurs physiques étonnement ressemblants à ceux de leurs descendantes et leurs caractères, au contraire, parfois diamétralement opposés. Toutefois, l'adjonction du mot « Apocrypha » (apocryphe) au titre du scénario, et le fait que l'histoire est supposée se dérouler dans l'imagination de Cid Kagenô laissent penser que ces personnages ne font pas partie du canon.
Dans le jeu vidéo toujours, pour les besoins du gameplay, chaque personnage se voit attribuer une arme de prédilection. Par exemple, Zêta est dotée d'une paire de chakrams, Bêta d'un arc, alors qu'il n'est pas fait mention de ces accessoires dans le reste de l'œuvre. De même, Sherry Barnett fait partie des combattantes jouables et utilise (bien que par le biais d'artéfacts et formules tirées de grimoires) de magies d'attaque et de soutien, alors que dans l'œuvre originale il est précisé qu'elle ne dispose d'aucune aptitude au combat.
Dans l'œuvre originale, le terme Numbers (« Les Numéros » dans la version française) désigne uniquement les plus hauts gradés de Shadow Garden, en seconde position derrière les Sept Ombres ; dans le manga et les œuvres qui suivent, il englobe également les soldats portant juste un numéro de matricule.
Le réalisateur de la série d'animation, Kazuya Nakanishi, a souhaité concevoir celle-ci « comme un outil pour encourager les gens à lire l'œuvre originale » dont il est fan. Pourtant, elle s'en démarque dès le tout premier épisode. En effet, celui-ci est basé sur le chapitre commémoratif no 146 du web roman, plus tard publié dans le volume 4 du light novel, non sorti à l'époque du projet d'animé. L'adaptation de ce chapitre sous forme de prologue était indispensable pour comprendre l'histoire et « expliquer la caractéristique la plus importante » de l'œuvre selon Nakanishi. D'autre part, l'œuvre originale prend place dans un monde décrit comme un monde médiéval européen, tandis que l'animé présente des éléments plus proches de l'époque victorienne et de la révolution industrielle (locomotives à vapeur, armes à feu, etc.) et laisse entendre qu'une science et une technologie modernes existaient 1 000 ans auparavant. Certains détails imaginés par Nakanishi pour l'animé ont influencé Tōzai pour ses illustrations du light novel, comme les cheveux courts de Rose Oriana, devenue no 666, aperçus dans la prolepse du tout premier épisode. Dans l'épisode no 20, une scène montre Shelly Barnett comme folle, obsédée à l'idée de retrouver Shadow, animée par un désir de vengeance. Ce passage n'est pas évoqué dans le light novel original, mais la scène semble avoir été approuvée par Daisuke Aizawa. Plus généralement, Nakanishi a choisi, pour des raisons esthétiques, de représenter les membres de Shadow Garden à visage découvert, en partie dissimulé par leur capuche baissée, alors que dans les romans et les mangas, ils portent généralement un masque sur les yeux.
Dans le générique d'ouverture de la première saison, les Sept Ombres sont représentées en lycéennes Japonaises, rejoignant leur salle de classe, avant de se réunir sur le toit de l'immeuble pour se changer en super-héroïnes vêtues de blanc et s'élancer vers le ciel. Il s'agit, toujours selon Nakanishi, d'une transposition de ce que pourrait être leur quotidien si elles évoluaient dans notre monde : Alpha en étudiante modèle, Bêta en jeune fille timide bousculée dans le métro, Gamma en présidente du conseil étudiant secondée par Nu, Epsilon en gravure idol posant pour des publicités, Zêta en tomboy se bagarrant avec des voyous, Êta en flémarde ayant une panne de réveil. Mais cette séquence, conçue uniquement pour l'opening, n'a aucune influence sur l'histoire. Ces versions des Sept Ombres en tenue scolaire (Honor Student Alpha, Dashing President Gamma, Cheeky Teenager Delta, Troubled School Girl Epsilon, School Rocks! Zeta, Laid-back Rebel Eta) apparaissent également plus tard dans le jeu Master of Garden, à l'occasion de 3 chapitres intitulés HIGHEST DREAM, qui indiquent dès le début qu'ils se déroulent dans un rêve / un univers alternatif,,. Quant aux tenues blanches se détachant sur un ciel bleu, c'est la première image qui est venue à Nakanishi pour illustrer le fait de voler librement suggéré par les paroles de HIGHEST, la chanson du générique. Il reconnait cependant que ces costumes étaient une erreur, puisque dans l'imaginaire de Cid Kagenô, une éminence de l'ombre se doit d'être vêtue de noir et se fondre dans la nuit. D'ailleurs, il entérine ces tenues dans l'épisode spécial no 8 de la saison 2, en faisant dire à Êta que jamais personne ne soupçonnera les filles de faire partie de Shadow Garden avec ces couleurs.
Une différence majeure concerne la fin du dernier épisode de la saison 2 : un vortex créé par la Rose noire aspire Shadow, sous les yeux médusés de Bêta et Epsilon, et le propulse vers le monde de sa vie antérieure, avant de se refermer. Or, dans l'histoire originale, Bêta est elle aussi entrainée dans le vortex, et sa présence aux côtés de Shadow constitue un élément essentiel de l'arc « Retour au Japon » qui suit. Nakanishi s'est expliqué sur son choix de terminer la série sous forme d'un épilogue bouclant la boucle autour de Yui Horie (interprète d'Akane Nishino),, mais refuse de s'exprimer sur le contenu du film. Aussi, même si le dernier épisode de Kage-Jitsu! suppose que Shadow et Bêta ont disparu dans le vortex, l'incertitude sur le sort de Bêta à la fin de l'animé, et par conséquent sa présence ou non dans le film à venir, provoquent des interrogations chez certains fans.

## Accueil
Le light novel se classe à la 3e place du classement 2020 de Kono light novel ga sugoi!, dans la catégorie tankōbon.
Le tirage cumulé de la série de manga dépasse 1,5 million d'exemplaires en octobre 2021, 2 millions en septembre 2022, 4 millions en février 2023, 5 millions en septembre 2023, 6 millions en mai 2024 et 6,5 millions en février 2025.